# 鲁斯基乌斯·拉努维努斯
鲁斯基乌斯·拉努维努斯（Luscius Lanuvinus），公元前2世纪初期的罗马共和国拉丁喜剧作家，也是泰伦斯的评论家。曾创作大量拉丁喜剧等作品，名扬一时。现均已失传。